# Wilhelm Witthaus

Wilhelm Witthaus

Wilhelm Witthaus (* 13. September 1900 in Barkhausen; † 10. Juni 1974 in Minden) war ein deutscher Politiker (NSDAP).

## Leben und Wirken
Witthaus besuchte bis 1914 die Volksschule in Minden. Von 1916 bis 1917 wurde er an der landwirtschaftlichen Schule ausgebildet. 1918 trat Witthaus in das Dragoner-Regiment Nr. 15 ein, aus dem er 1919 wieder entlassen wurde. Fortan arbeitete er als Landwirt in Barkhausen.
Seit 1922 engagierte Witthaus sich in der „Völkischen Freiheitsbewegung“. 1930 trat Witthaus in die Nationalsozialistische Deutsche Arbeiterpartei (NSDAP) ein. Bei der Reichstagswahl vom März 1933 wurde Witthaus als Kandidat der NSDAP für den Wahlkreis 17 (Westfalen Nord) in den Reichstag gewählt, dem er in der Folge bis zum März 1936 angehörte. Das wichtigste parlamentarische Ereignis, an dem Witthaus während seiner dreijährigen Abgeordnetenzeit beteiligt war, war die Verabschiedung des – unter anderem mit seiner Stimme beschlossenen – Ermächtigungsgesetzes im März 1933. Von 1933 bis 1945 war er Kreisbauernführer der Kreisbauernschaft Minden. 1939 wurde Witthaus Kreisdeputierter und damit stellvertretender Landrat.